# Ulli Potofski

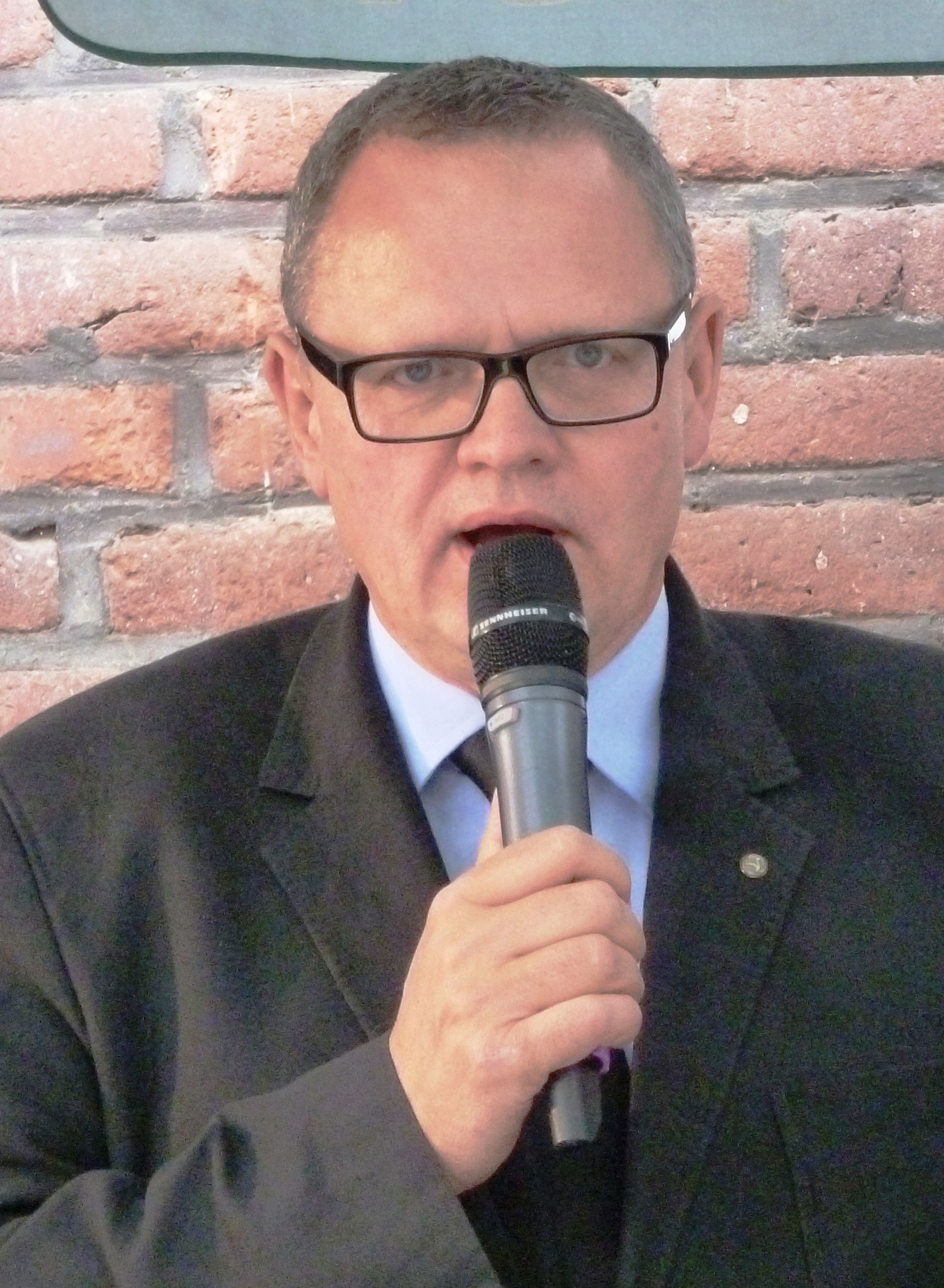
Ulli Potofski (2014)

Ulrich „Ulli“ Potofski (* 7. Juli 1952 in Gelsenkirchen; † 2. August 2025 in Krefeld) war ein deutscher Sportmoderator.

## Werdegang
Nach seinem Realschulabschluss machte Potofski eine Ausbildung als Koch. Seine journalistische Laufbahn begann er 1970 bei Radio Luxemburg. In den 1970er Jahren war er außerdem als Puppenspieler, Schlagersänger und Diskjockey tätig. 1979 ging er als Sportreporter zum WDR-Hörfunk und 1984 zu RTL plus, wo er bis 1992 Sportchef war. Zusätzlich moderierte er von 1988 bis 1992 die Fernsehsendung Anpfiff. 1989 erhielt Potofski einen Bambi als beliebtester Fernsehmoderator. Als Anpfiff eingestellt wurde, blieb er als Sportreporter bei RTL und berichtete vornehmlich über Tennis und Skispringen. 1993 führte Potofski einige Monate durch die RTL-Sendung Ein Tag wie kein anderer, von 1998 bis 2002 moderierte er im DSF die Sendung Auf Schalke.
Bis Mitte 2006 präsentierte Potofski am Wochenende den Sportteil in RTL aktuell und von November 2004 bis Mai 2005 war er Gastgeber der DSF-Sendung Kreisklasse. Zur selben Zeit wurde er Programmverantwortlicher und Moderator beim digitalen Pferdesport-Spartenkanal Raze. Zudem kommentierte er ab 1998 zusammen mit Wolfram Kons den Domino Day bei RTL. Von 2006 bis zu seinem Tod 2025 berichtete er für den Bezahlsender Sky (bis 2009 Premiere) von Spielen der 2. Fußball-Bundesliga sowie des DFB-Pokals. Ab Januar 2011 leitete er, erst mit Esther Sedlaczek und später mit Christina Rann, die Spieltagsvorschau Mein Stadion – Die Sky Bundesliga Vorschau; das Format endete 2015. Auf NRW.TV moderierte Potofski Ereignisse im nordrhein-westfälischen Amateursport.
Ab 2005 sprach Potofski in über 100 Folgen der Hörspielreihe Teufelskicker den Sportkommentator. Im Januar 2007 gründete er zusammen mit dem TV-Journalisten Alexander von der Groeben das Unternehmen Napasai Media, das unter anderem Hörbücher und Werbefilme entwickelt und vertreibt. In der 10. Staffel der deutschen Version von Big Brother war er Kommentator. Ab Mai 2011 arbeitete er auch für die Call-in-Spielshow GallopStars TV, die in den Nachtstunden in den Werbeblocks von RTL lief. Im Januar 2013 erhielt er den MIRA Award als Bester Sportkommentator 2012.
Von März bis April 2016 nahm er an der 9. Staffel der Tanzshow Let’s Dance teil. Zusammen mit seiner Tanzpartnerin Kathrin Menzinger schied er nach der ersten Runde aus, kam aber nach einer Verletzung der Teilnehmerin Franziska Traub wieder in die Show. In der neunten Show wurde er schließlich aus der Sendung gewählt, nachdem er zuvor trotz kritisierter Leistungen wiederholt ausreichende Stimmen bekam.
Er berichtete unregelmäßig an den Kölner Pferderenntagen aus dem Führring. Hier gab er Tipps zum anstehenden Rennen und interviewte im Nachgang das Siegerteam. Von Februar bis Dezember 2022 moderierte Potofski bei Sportradio Deutschland die Frühsendung. Ab 2017 moderierte er die Spätsendung Nightcall beim Internet-Livestream-Sender Muxx TV, ab 2022 die Latenight-TV-Sendung mit Bernd Schmellenkamp sowie die Sportshow bei Brillux Radio.
Ulli Potofski starb im August 2025 im Alter von 73 Jahren an Leukämie. Potofski wollte auf dem Friedhof „Schalker Fan-Feld“ bestattet werden. Da Geld für die Bestattung fehlte, rief die Stiftung „Schalker Markt“ zu einer Spendensammlung auf.
Mit seiner Ehefrau Monika zog er zwei Adoptivkinder – einen Sohn und eine Tochter – groß. In den letzten zehn Lebensjahren hatte er eine neue Lebensgefährtin. Zudem hatte er einen älteren Bruder.

## Trivia
- 1992 spielte er sich selbst in einer Folge der Fernsehserie Die große Freiheit.
- Im November 2008 und im September 2009 war er Teilnehmer der Kochshow Das perfekte Promi-Dinner.[15]
- 2002 wurde er zum Brillenträger des Jahres gekürt.[16]
- Potofski war Anhänger des FC Schalke 04.[17]

## Schriften

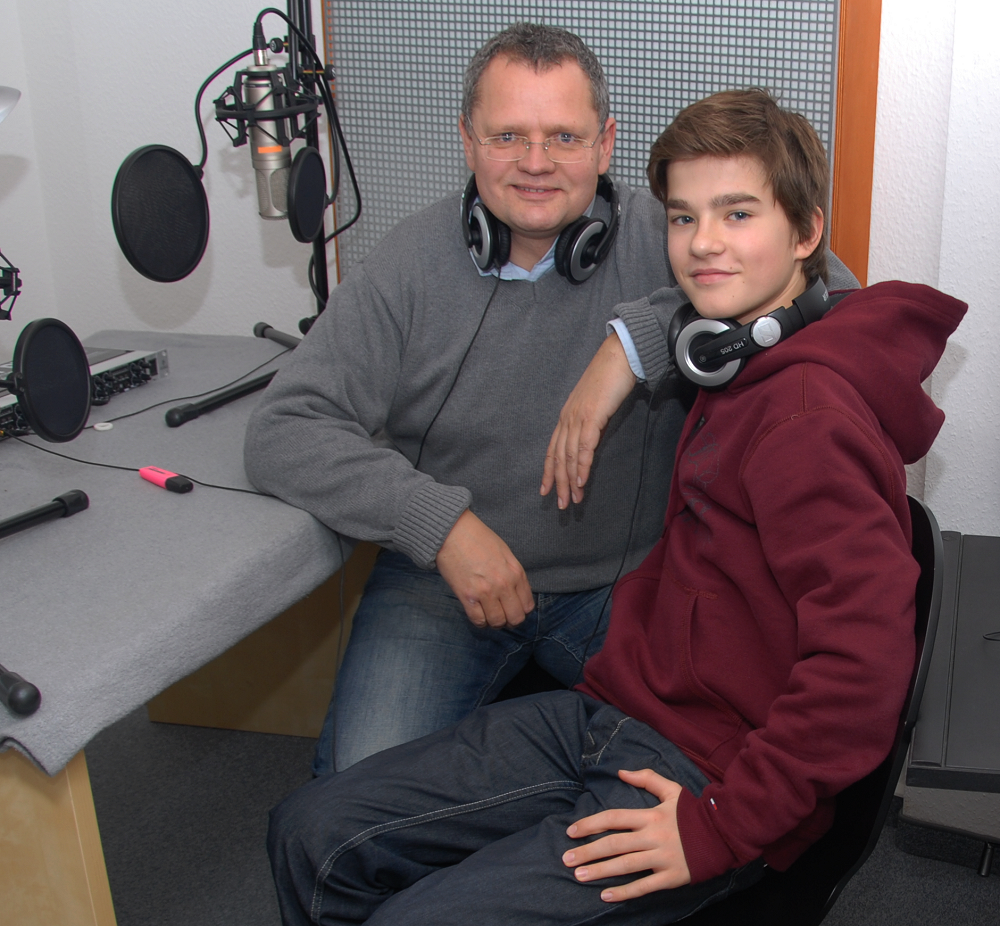
Potofski und Jungschauspieler Patrick Mölleken bei Aufnahmen zum Hörspiel Knappenkids – Mannschaft in Gefahr (2008)

Ulli Potofski schrieb einige Jugendfußball-Romane, die bei der Verlagsgruppe Random House im cbj Verlag, bei omnibus und im BVK Buch Verlag Kempen erschienen sind:
- Locke bleibt am Ball, cbj, 2004, ISBN 978-3-570-12787-2.
- Locke stürmt los, omnibus TB, 2006, ISBN 978-3-570-21864-8.
- Locke greift an, cbj, 2008, ISBN 978-3-570-13011-7.
- Locke und der Voodoo-Zauber, BVK Buch Verlag Kempen, 2010, ISBN 978-3-86740-193-7.
- Die große Fußballbox (2010)
- Locke und die Zickengang, BVK Buch Verlag Kempen, 2011, ISBN 978-3-86740-290-3.
- Lockes Matchplan – Fußballprofi, BVK Buch Verlag Kempen, 2013, ISBN 978-3-86740-460-0.
- Locke und die magischen Fußballschuhe, BVK Buch Verlag Kempen, 2018, ISBN 978-3-86740-737-3.
- Leselauscher Wissen: Fußball, BVK Buch Verlag Kempen, 2018, ISBN 978-3-86740-814-1.
- (mit Wolfgang Bosbach) 52 – ein Jahrgang zwei Leben, L100 Verlag, Kempen, 2020, ISBN 978-3-947984-06-0.
- Leselauscher Wissen: Fernsehen, BVK Buch Verlag, 2021, ISBN 978-3-86740-946-9.

## Singles
- 1969: Ich kann an keinem Girl vorübergeh’n – als Ulli Mario[18]
- 1994: Steig wieder auf – als Teil von Alle für Alle